# Pete Stark

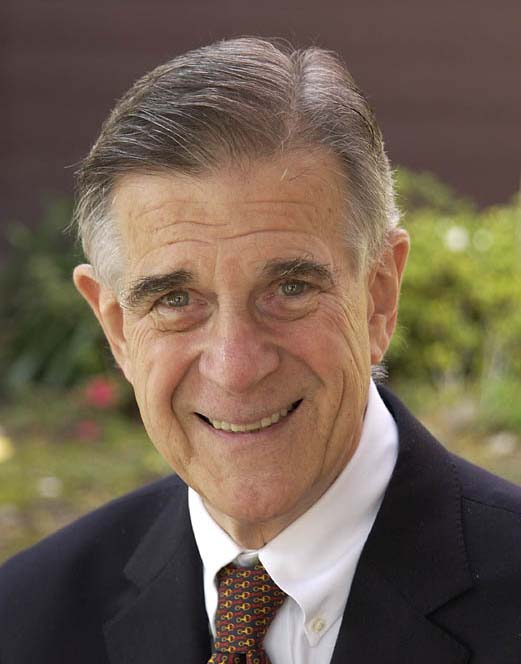
Pete Stark

Fortney Hillman „Pete“ Stark Jr. (* 11. November 1931 in Milwaukee, Wisconsin; † 24. Januar 2020 in Harwood, Maryland) war ein amerikanischer Politiker der Demokratischen Partei. Er vertrat Teile der Ostküste der Bucht von San Francisco von 1973 bis 2013 im Repräsentantenhaus der Vereinigten Staaten. Stark bekannte sich als erstes Kongressmitglied zum Atheismus.

## Familie, Ausbildung und Beruf
Stark erwarb 1953 den B.Sc. in Ingenieurwesen am Massachusetts Institute of Technology und 1960 den MBA an der Haas School of Business der University of California, Berkeley. Eine 1963 von ihm gegründete Bank konnte beträchtlich expandieren. Er setzte damals visionäre Ideen um, als er Kinder der Angestellten frei in der betrieblichen Krankenversicherung mitversichern ließ und den großenteils afroamerikanischen Mitarbeitern Bustransfers kostenfrei anbot. Stark war zweimal verheiratet und hatte sieben Kinder. Er lebte in Fremont, Kalifornien.

## Politische Laufbahn
Bei der Wahl 1972 kandidierte Stark erstmals für ein Mandat im US-Repräsentantenhaus. Dabei besiegte er mit einer kämpferischen Anti-Vietnamkriegs-Position in der parteiinternen Vorwahl den langjährigen, einflussreichen Abgeordneten George Paul Miller. Er gewann die Hauptwahl im 8. Kongresswahlbezirk Kaliforniens im November 1972 mit 52,9 Prozent gegen den Kandidaten der Republikaner, Lew M. Warden, Jr. Stark zog am 3. Januar 1973 ins Repräsentantenhaus ein und gehörte ihm ununterbrochen bis 2013 an. Dabei vertrat er wechselnde Kongresswahlbezirke, da diejenigen Kaliforniens durch den starken Bevölkerungszuwachs alle zehn Jahre neu zugeschnitten wurden; trotz der unterschiedlichen Ziffern blieb sein Wahlkreis dabei geographisch stets an der Ostseite der Bucht von San Francisco im Bay Area. So vertrat er ab 1975 den 9. und ab 1993 den 13. Wahlkreis. Nach dem United States Census 2010 und dem folgenden Neuzuschnitt der Wahlkreise trat Stark bei der Wahl 2012 im neugebildeten 15. Kongresswahlbezirk Kaliforniens an, der wiederum geographisch den Großteil seines bisherigen Wahlkreises abdeckte. Dabei erreichte er in der Jungle Primary, in der Kandidaten aller Parteien gegeneinander antraten, mit 42 Prozent die meisten Stimmen, unterlag aber in der Hauptwahl dem Zweitplatzierten der Vorwahl, seinem Parteifreund Eric Swalwell, mit 47,9 zu 52,1 Prozent der Stimmen. Stark schied am 3. Januar 2013 aus dem Kongress aus.

## Positionen
Stark gehörte dem linken Flügel (amerikanisch „liberal“) seiner Partei an. Er galt als vehementer Gegner des Irakkriegs sowie als Unterstützer der Secular Coalition for America. Sein öffentliches Bekenntnis zum Atheismus ist in den Vereinigten Staaten ungewöhnlich, da die Religion in der öffentlichen Wahrnehmung eine wichtigere Rolle spielt als etwa in Europa. Er setzte sich für einen Ausbau der öffentlichen Gesundheitsversorgung ein, brachte ein Gesetz zur Lohnfortzahlung bei Krankheit ein und wirkte an der Gesundheitsreform Obamacare mit.